# Ochthebius auropallens
Ochthebius auropallens är en skalbaggsart som beskrevs av Leon Fairmaire 1879. Ochthebius auropallens ingår i släktet Ochthebius och familjen vattenbrynsbaggar. Inga underarter finns listade i Catalogue of Life.